# Josia ignorata
Josia ignorata är en fjärilsart som beskrevs av Erich Martin Hering 1925. Josia ignorata ingår i släktet Josia och familjen tandspinnare. Inga underarter finns listade i Catalogue of Life.